# Distretto di Iwafune

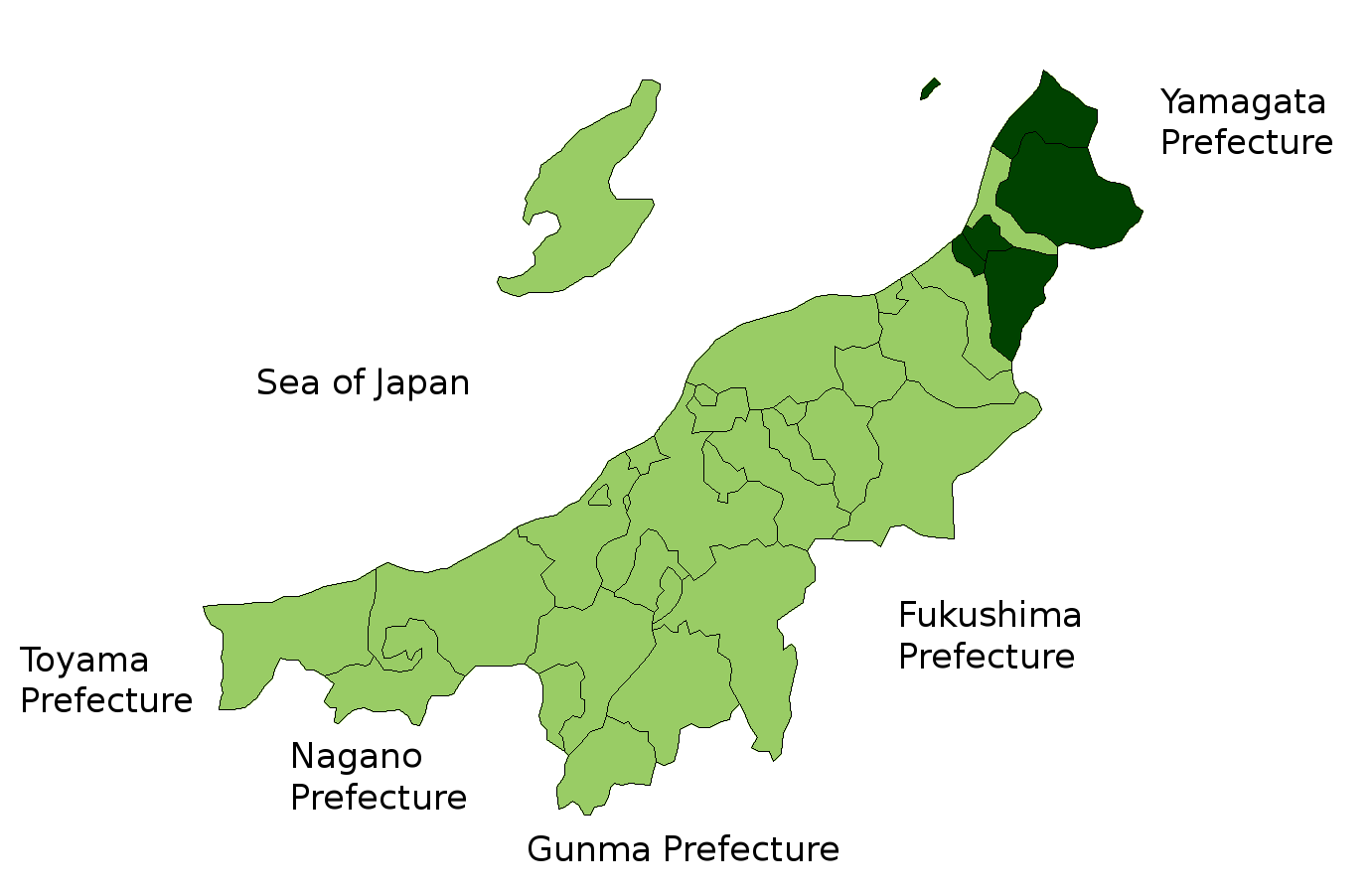
Localizzazione all'interno della Prefettura di Niigata

Il distretto di Iwafune (岩船郡, Iwafune-gun?) è uno dei distretti della prefettura di Niigata, in Giappone.
Attualmente fanno parte del distretto i comuni di Awashimaura e Sekikawa.
| Controllo di autorità | VIAF (EN) 123190808 · LCCN (EN) n83038209 · J9U (EN, HE) 987007536500505171 · NDL (EN, JA) 00631761 |